# Tudo Se Transformou
Tudo Se Transformou é o segundo álbum ao vivo (décimo nono em geral) da carreira da cantora Zizi Possi, lançado em janeiro de 2014 pela Eldorado Records.
As gravações ocorreram no Tom Jazz, em São Paulo, em 18 de agosto de 2012, com o acompanhamento da banda composta por Jether Grotti Jr. (piano), tamborim, clarinete, vozes, regência), Keco Brandão (teclados, vozes), Webster Santos (violão, bandolim, guitarra, voz) e Luiz Guello (percussão, bateria). O repertório incluía músicas gravadas durante sua carreira, além da inédita: "No Vento", de Necka Ayala. No show foram cantadas 21 canções, mas apenas onze entraram para o CD.
O título faz alusão ao samba antológico e homônimo de Paulinho da Viola. Em entrevista afirmou: "O tempo vai passando e vamos vendo as coisas de outra maneira, elas vão ficando de outro jeito. Está tudo se transformando". Ela também notou que questões como o aquecimento global fez as pessoas se mobilizarem para lutar por mais respeito aos animais e outras questões ambientais, o que ela afirmou admirar: "Olhamos o planeta de forma diferente, sem que um reino se sinta superior ao outro. Acho isso muito bonito". No entanto, Possi disse também estar atenta "ao lado obtuso, cínico e corrupto do ser humano", bastante evidente e explícito nos dias atuais.
O projeto daria forma a um DVD que mostraria o espetáculo, mas, por escolha da cantora, o projeto audiovisual foi abortado.
A recepção da crítica especializada foi mista. Alguns dos críticos, comentaram que após ficar cerca de oito anos sem lançar material inédito, a volta com um projeto de regravações e ao vivo foi desapontadora.

## Lista de faixas
- Créditos adaptados do CD Tudo Se Transformou, de 2014.[7]

| N.º            | Título                    | Compositor(es)                   | Duração  |  |
| 1.             | "Filho de Santa Maria"    | Paulo Leminski                   | 2:54     |  |
| 2.             | "Disparada"               | Geraldo Vandré, Theo de Barros   | 3:58     |  |
| 3.             | "Contrato de Separação"   | Dominguinhos, Anastácia          | 3:08     |  |
| 4.             | "Explode Coração"         | Gonzaguinha                      | 3:03     |  |
| 5.             | "Tudo Se Transformou"     | Paulinho da Viola                | 2:51     |  |
| 6.             | "Morena dos Olhos D'água" | Chico Buarque                    | 3:11     |  |
| 7.             | "Cacos de Amor"           | Luiza Possi, Dudu Falcão         | 3:27     |  |
| 8.             | "Meu Mundo e Nada Mais"   | Guilherme Arantes                | 3:26     |  |
| 9.             | "No Vento"                | Necka Ayala                      | 3:15     |  |
| 10.            | "Porta Estandarte"        | Geraldo Vandré, Fernando Lona    | 5:01     |  |
| 11.            | "Sem Você"                | Arnaldo Antunes, Carlinhos Brown | 3:34     |  |
| Duração total: | Duração total:            | Duração total:                   | 00:37:48 |  |